# Sedm nebes
Myšlenka, že existuje sedm nebes a nikoli pouze jedno, je součástí židovské tradice, odkud přešla do tradice křesťanské a islámské, i když součástí ani křesťanské věrouky, ani důležité tradice zvané apoštolská není.
Běžně používáme sousloví „být v sedmém nebi“, což znamená, že jsme vrcholně šťastni – a dává to smysl, protože sedmé nebe by mělo být říší nejvyšší dokonalosti, což je podle jistých představ místo, kde sídlí Bůh.
Tato myšlenka je velice stará, pochází z doby před 7000 lety, kdy v Mezopotámii vládla sumerská civilizace, jež zplodila babylonskou a chaldejskou kulturu, které zase naopak silně ovlivnily vývoj angelologie na Blízkém východě. Sedmička měla ve starověku význam úplnosti a dokonalosti. I v současnosti se této číslici přisuzuje, že přináší či znamená štěstí. Sedm nebes si lze představit jako řadu sedmi soustředných kruhů, v jejichž středu se nachází „náš“ vesmír.
Podle kabalistického pojetí je však celá záležitost o něco složitější. Sedm nebí se týká sedmi sfér stvořeného světa nazývaného Beri'a, přičemž sedm nebí v tomto světě tvoří jakýsi soubor clon, skrze něž prochází božské světlo z vyššího světa Acilut, jenž odděluje stvořený svět od Ejn Sof. Skrze tento soubor clon sedmí nebí světa Beri'a proniká světlo ze světa Acilut do nižších světů – nejprve do světa Jecira a pak do světa Asija, v němž existuje náš hmotný vesmír. A protože pozemský člověk je spojením hmoty a toho, co označujeme za duchovní, může svými duchovními složkami pronikat i nebesy světa Beri'a. Zatímco do prvního beri'atického nebe může za určitých podmínek proniknout svým duchem i člověk, který se nezaobírá duchovními věcmi, do ostatních nebí mohou proniknout jen ti, kdo o to usilují nebo splňují specifické podmínky.
Sedm nebí je v rámci kabaly spojováno též s tzv. exilem Šechiny (Boží přítomnosti), neboť Adamův hřích měl způsobit odchod Šechiny ze země do prvního nebe, Kainův hřích měl přebývání Šechiny odsunout do druhého nebe, hřích Henochovy generace měl vyhnat Šechinu do třetího nebe a hříchy dalších generací měly Šechinu postupně vypudit až do nebe sedmého. Teprve až Abrahám započal cestu návratu Šechiny. Abrahámovo počínání totiž přitáhlo Šechinu ze sedmého nebe zpět do nebe šestého. Izákovy činy poté přitáhly Šechinu do pátého nebe, až nakonec Mojžíši v sedmé generaci po Abrahámovi se podařilo vrátit Šechinu na zemi, kde spočinula ve schráně smlouvy. Celému procesu vzdalování a přibližování Šechiny se nerozumí tak, že by se zmenšovala nebo zvětšovala Boží přítomnost na zemi, ale rozumí se tomu tak, že v jednotlivých generacích kolísá citlivost na Boží přítomnost ve světě, přičemž míra hříchu v životě toho kterého člověka nebo té které lidské generace úměrně oslabuje schopnost vnímání této přítomnosti.
Obecným hebrejským výrazem pro jakákoliv nebesa, ať už ta hmotná, nebo ta beri'atická, je slovo šamajim (שָׁמַיִם), které je vždy psáno v množném čísle a je zpravidla překládáno jako nebesa. Etymologicky se slovo šamajim vykládá „jako složenina slov šam a majim (tam, kde je voda), či jako složenina eš a majim (oheň a voda)“.

## Jednotlivé sféry sedmi nebes

### První nebe
Je označováno talmudickým výrazem Vilon (וִילוֹן, překládáno též jako závoj, závěs, záclona), jenž pochází z latinského velum a odpovídá hebrejskému výrazu dok (דֹּק), jenž je použit v knize Izajáš. První nebe obsahuje vše v trojrozměrném universu; zahrnuje fyzickou úroveň bytí. Tuto sféru obývají všichni andělé vládnoucí hvězdám, planetám a přírodním silám (např. počasí). V roli planetárních vládců sem patří i čtyři velcí archandělé – Michael, Gabriel, Rafael a Uriel.

### Druhé nebe
V hebrejštině se označuje jako Rakia (רָקִיעַ, překládáno též jako klenba). Tato sféra je považována za prostor, kde hříšníci čekají na poslední soud. Uvězněni zde jsou i někteří z padlých andělů, včetně těch, kteří prý měli pokoutní vztahy s pozemskými ženami. Podle islámské tradice zde přebývá Ježíš Kristus a Jan Křtitel.

### Třetí nebe
Hebrejsky se označuje jako Šechakim (שְׁחָקִים, překládáno též jako mračna, oblaka). V jižní polovině této sféry leží Rajská zahrada a Strom života, střežené třemi sty světelných andělů. Zde nebeské včely snášejí nebeský nektar nazývaný mana, který měl zachránit Izraelity při jejich putování pouští. V severní části Šechakim leží peklo se všemi svými hrůzami, což se může zdát podivné, ale je to v souladu s dávnou zmínkou o tom, že nebe a peklo leží těsně vedle sebe. O třetím nebi se zmiňuje apoštol Pavel v jedné ze svých epištol.

### Čtvrté nebe
Hebrejsky je označováno jako Zevul (זְבוּל, překládáno též jako obydlí, obývání). Je domovem „nebeského Jeruzaléma“, posvátného chrámu a oltáře Božího.

### Páté nebe
V hebrejštině je známo jako Ma'on (מָעוֹן, překládáno též jako obydlí, příbytek). Zde jsou drženi (podobně jako v druhém a třetím nebi) někteří z padlých andělů a to především Grigoriové neboli „Pozorovatelé“ – před pádem Strážci Věže čtyř směrů.[zdroj?] Podle vize proroka Sofoniáše zde také přebývala skupina andělů zvaných Pánové, členů kůru Panstev.[zdroj?]

### Šesté nebe
V hebrejštině se označuje jako Machon (מָכוֹן, překládáno též jako sídlo, základna). Zde jsou záznamy o veškerém dění na Zemi, o přírodních událostech i o skutcích všech jedinců. Prodlévá zde prý i sedm Fénixů a sedm cherubínů.[zdroj?]

### Sedmé nebe
Hebrejsky se označuje jako Aravot (עֲרָבוֹת, překládáno též jako pustiny, pláně, stepi). Toto nebe je nejvyšší a nejdokonalejší ze všech nebes. Je příbytkem samotného Boha a nejvyšších řádů andělů, serafínů, cherubínů a trůnů. Podle Talmudu jsou též v této sféře střeženy duše ještě nenarozených lidských bytostí. Prodlévá zde i andělský vládce Metatron.